# Voay robustus
Voay robustus — вимерлий вид крокодилів родини Крокодилові. Єдиний представник роду Voay. Мешкав на Мадагаскарі, вимер у голоцені. Його назва походить з малагасійської "крокодил".

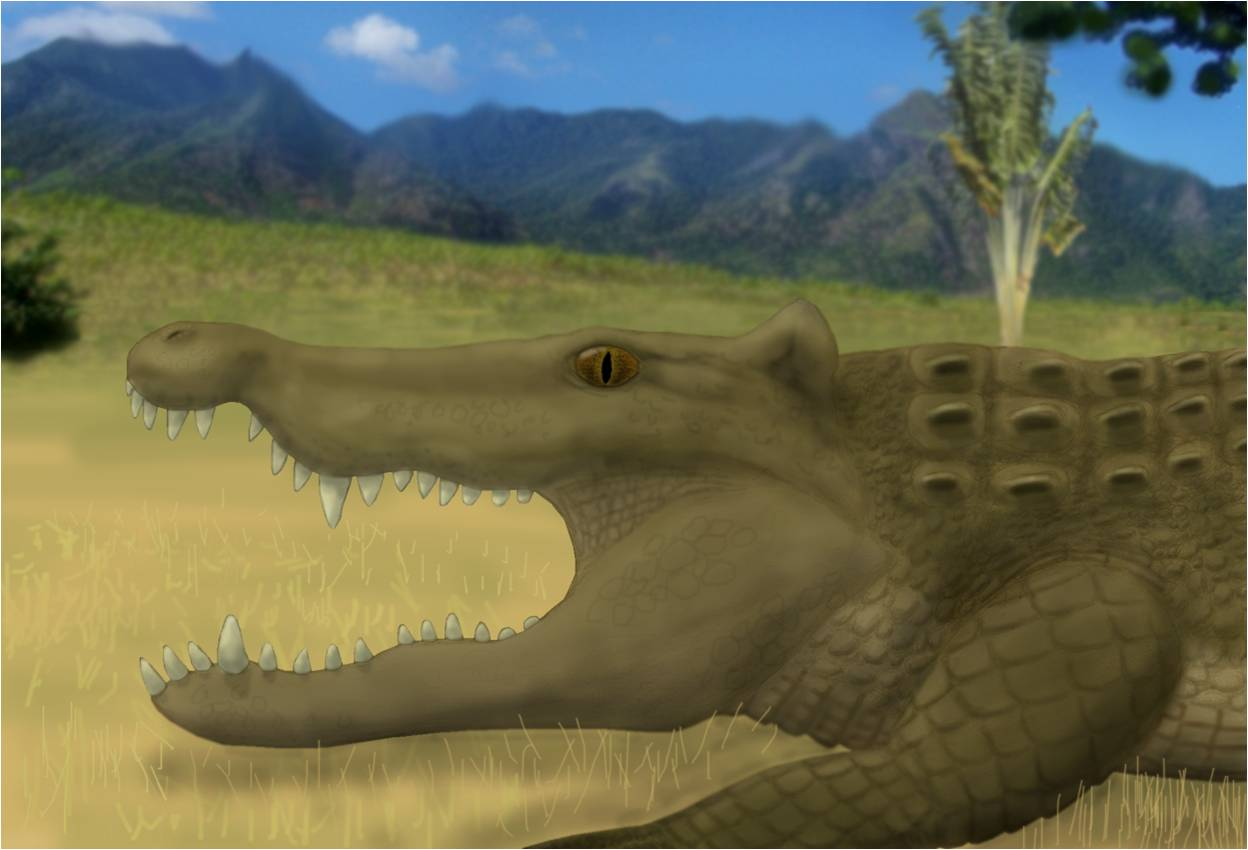
Реконструкція V. robustus

## Таксономія і філогенія
Цей вид крокодилів вперше був описаний в 1872 році, і був початково віднесений до роду Crocodylus. Пізніше виявилось, що морфологічно він значно ближче до роду Osteolaemus. У 2007 році він був виведений в окремий монотиповий рід Voay. Незважаючи на морфологічну схожість з Osteolaemus, дослідження 2021 року показало, що Voay є сестринською групою до Crocodylus, причому обидва роди розділилися в середині-кінці олігоцену. Таким чином, спільні морфологічні риси з Osteolaemus є наслідком конвергентної еволюції.

## Опис
Voay robustus був довжиною до 4 м і важив до 170 кг. Він був одним із найбільших хижаків Мадагаскару за всю його історію. Дослідники припускають, що лише після вимирання Voay robustus на Мадагаскарі оселився нільський крокодил.